# میالی
میالی (قزاقی: Миялы) یک منطقه مسکونی در قزاقستان است که در استان آتیرائو واقع شده‌است. میالی ۶۲۱۳ نفر جمعیت دارد.